# Ben White
Benjamin William White (Poole, Inglaterra, 8 de octubre de 1997), conocido como Ben White, es un futbolista británico que juega de defensa en el Arsenal F. C. de la Premier League de Inglaterra.

## Trayectoria
Formado en las categorías inferiores del Southampton F. C., a los 16 años se unió a las del Brighton & Hove Albion F. C. En agosto de 2016 disputó un par de partidos con el primer equipo en la Copa de la Liga. Sin llegar a jugar más encuentros en esa temporada, el 1 de agosto de 2017 fue cedido un año al Newport County A. F. C. Antes de regresar a las gaviotas, en abril de 2018 renovó su contrato hasta 2021. Sin oportunidades en el primer equipo, en enero de 2019 volvió a salir prestado, en esta ocasión al Peterborough United F. C. hasta el mes de junio. El 1 de julio amplió su contrato con el Brighton un año más, hasta 2022, y se marchó al Leeds United F. C. para jugar allí cedido durante la temporada 2019-20. Sus actuaciones en el equipo dirigido por Marcelo Bielsa despertaron el interés del Liverpool F. C. y el Manchester United F. C. Marcó su único gol de la temporada en el último partido ante el Charlton Athletic F. C., regresando a Brighton tras haber ayudado al club a volver a la Premier League dieciséis años después. Allí se acabó asentando en el equipo principal y, al término de la campaña, fue nombrado jugador del año del equipo. Esta vez no lo pudieron retener y el 30 de julio de 2021 fue traspasado al Arsenal F. C. firmando un contrato de larga duración.

## Selección nacional
El 25 de mayo de 2021 fue incluido por Gareth Southgate, seleccionador de Inglaterra, en la lista preliminar para participar en la Eurocopa 2020. El 1 de junio quedó fuera de lista definitiva, aunque posteriormente acabó entrando tras la baja por lesión de Trent Alexander-Arnold, y al día siguiente realizó su debut en un amistoso ante Austria que vencieron por 1-0.
El 10 de noviembre de 2022 fue citado para disputar el Mundial 2022. Una vez finalizó la fase de grupos, y sin haber llegado a jugar ningún minuto, la FA anunció que dejaba la concentración por motivos personales.

### Participaciones en Copas del Mundo
| Mundial      | Sede  | Resultado        | Partidos | Goles |
| ------------ | ----- | ---------------- | -------- | ----- |
| Mundial 2022 | Catar | Cuartos de final | 0        | 0     |

### Participaciones en Eurocopas
| Copa          | Sede   | Resultado  | Partidos | Goles |
| ------------- | ------ | ---------- | -------- | ----- |
| Eurocopa 2020 | Europa | Subcampeón | 0        | 0     |

## Estadísticas

### Clubes
Actualizado al último partido disputado el 25 de mayo de 2025.
| Club                                    | Div.          | Temporada     | Liga  | Liga  | Copas nacionales | Copas nacionales | Copas internacionales | Copas internacionales | Total | Total |
| Club                                    | Div.          | Temporada     | Part. | Goles | Part.            | Goles            | Part.                 | Goles                 | Part. | Goles |
| --------------------------------------- | ------------- | ------------- | ----- | ----- | ---------------- | ---------------- | --------------------- | --------------------- | ----- | ----- |
| Brighton & Hove Albion F. C. Inglaterra | 2.ª           | 2016-17       | 0     | 0     | 2                | 0                | ―                     | ―                     | 2     | 0     |
| Newport County A. F. C. Gales           | 4.ª           | 2017-18       | 42    | 1     | 9                | 0                | ―                     | ―                     | 51    | 1     |
| Newport County A. F. C. Gales           | Total club    | Total club    | 42    | 1     | 9                | 0                | 0                     | 0                     | 51    | 1     |
| Peterborough United F. C. Inglaterra    | 3.ª           | 2018-19       | 15    | 1     | 1                | 0                | ―                     | ―                     | 16    | 1     |
| Peterborough United F. C. Inglaterra    | Total club    | Total club    | 15    | 1     | 1                | 0                | 0                     | 0                     | 16    | 1     |
| Leeds United F. C. Inglaterra           | 2.ª           | 2019-20       | 46    | 1     | 3                | 0                | ―                     | ―                     | 49    | 1     |
| Leeds United F. C. Inglaterra           | Total club    | Total club    | 46    | 1     | 3                | 0                | 0                     | 0                     | 49    | 1     |
| Brighton & Hove Albion F. C. Inglaterra | 1.ª           | 2020-21       | 36    | 0     | 3                | 0                | ―                     | ―                     | 39    | 0     |
| Brighton & Hove Albion F. C. Inglaterra | Total club    | Total club    | 36    | 0     | 5                | 0                | 0                     | 0                     | 41    | 0     |
| Arsenal F. C. Inglaterra                | 1.ª           | 2021-22       | 32    | 0     | 5                | 0                | ―                     | ―                     | 37    | 0     |
| Arsenal F. C. Inglaterra                | 1.ª           | 2022-23       | 38    | 2     | 1                | 0                | 7                     | 0                     | 46    | 2     |
| Arsenal F. C. Inglaterra                | 1.ª           | 2023-24       | 37    | 4     | 4                | 0                | 10                    | 0                     | 51    | 4     |
| Arsenal F. C. Inglaterra                | 1.ª           | 2024-25       | 17    | 0     | 0                | 0                | 9                     | 0                     | 26    | 0     |
| Arsenal F. C. Inglaterra                | Total club    | Total club    | 124   | 6     | 10               | 0                | 26                    | 0                     | 160   | 6     |
| Total carrera                           | Total carrera | Total carrera | 263   | 9     | 28               | 0                | 26                    | 0                     | 317   | 9     |
| 1. 2.                                   |               |               |       |       |                  |                  |                       |                       |       |       |

## Palmarés

### Títulos nacionales
| Título           | Club               | País       | Año  |
| ---------------- | ------------------ | ---------- | ---- |
| EFL Championship | Leeds United F. C. | Inglaterra | 2020 |
| Community Shield | Arsenal F. C.      | Inglaterra | 2023 |

### Distinciones individuales
| Distinción                                               | Año  |
| -------------------------------------------------------- | ---- |
| Jugador de la temporada del Brighton & Hove Albion F. C. | 2021 |